# Oružane snage Japana
Oružane snage Japana ili Japanske obrambene snage (skraćeno JSDF) (engl. Japan Self-Defense Forces) su oružane snage Japana utemeljene nakon Drugog svjetskog rata. Utemeljene su i tijekom hladnog rata razvijane samo kao obrambene snage, sa zabranom koju su postavile SAD za vojno djelovanja izvan teritorija Japana. Posljednjih par godine, Oružane snage Japana sudjeluju u međunarodnim mirovnim misijama.

## Osoblje i organizacija
Oružane snage Japana su 2005. brojile 239.430 vojnog osoblja od čega se 147.737 nalazi u Japanskoj kopnenoj vojsci, 44.327 u Japanskoj mornarici, 45.517 u Japanskim zračnim snagama i 1.849 u združenom stožeru. U rezervi se nalazi 57,899 vojnika.

### Zapovjedništvo

#### Operativno
- Japanski premijer
  - Japanski ministar obrane
    - Zamjenik ministra obrane 
      - Načelnik združenog stožera (Joint Staff Office)

#### Administrativno
- Ministar obrane
  - Zamjenik ministra obrane
    - Grana načelnika stožera

### Vojne grane
- Japanska kopnena vojska (JGSDF) (Japan Ground Self-Defense Force)
- Japanska ratna mornarica (JMSDF) (Japan Maritime Self-Defense Force)
- Japansko ratno zrakoplovstvo (JASDF) (Japan Air Self-Defense Force)

### Vojne postrojbe
- Pet armija,
- Pet mornaričkih distrikta, i
- Tri zračno obrambene jedinice.

## Vanjske poveznice
- Japansko ministarstvo obrane